# The Hoochie Coochie
The Hoochie Coochie (THC) est une maison d'édition associative française de bande dessinée, fondée en 2002 à Paris par Gautier Ducatez et Tarabiscouille.

## Revues

### Turkey Comix
Turkey Comix est la revue historique de The Hoochie Coochie. Précédant la constitution de la maison d'édition de deux ans, la revue a mué du fanzine d'étudiants vers une revue de bandes dessinées au contenu international et proposant une couverture imprimée à la main (gravure ou sérigraphie), ainsi qu'une ou plusieurs linogravures intérieures. La reliure fut également manufacturée jusqu'au numéro 16 de la revue.
Turkey Comix a été lauréate du prix de la bande dessinée alternative lors du Festival international de la bande dessinée d'Angoulême en 2008.

### DMPP
Originellement intitulée Dame Pipi Comix et autopubliée par Gérald Auclin, DMPP change de format et simplifie son titre lors de son intégration au catalogue de The Hoochie Coochie en 2008. La revue, toujours dirigée par Gérald Auclin, propose les travaux d'une dizaine d'auteurs ainsi que deux parties d'études sur la bande dessinée: la première est consacrée à la valorisation du travail d'un auteur contemporain ou non, et propose la publication de planches de cet auteur, une partie textuelle (interview, article biographique ou critique), et éventuellement des hommages de la part d'auteurs contemporains. La seconde présente une série de chroniques d’œuvres récentes ou récemment rééditées ayant trait à la bande dessinée.
DMPP a été lauréate du prix de la bande dessinée alternative lors du Festival international de la bande dessinée d'Angoulême en 2009.

## Livres
Après quelques publications photocopiées, à compte d'auteurs et à très faible tirage entre 2004 et 2006 (Tarzan et Baston de Rue de Gotpower ; Vous faites bien d'enterrer vos morts et Colostrum de Freddo), The Hoochie Coochie se professionnalise en 2007 dès la publication de Jamestown de Christopher Hittinger. Une seule collection (3) est créée en 2011, une partie du catalogue s'aligne cependant sur un format standard au roman graphique : 15x21 cm. Une très large partie des auteurs publiés par The Hoochie Coochie participe aux revues Turkey Comix et DMPP.
À partir de 2010, la maison d’édition commence à publier des auteurs confirmés comme Alex Baladi, Ibn Al Rabin, Nicolas Presl, L.L. de Mars, Martes Bathori, Joko.

## Exposition
Une exposition des travaux de l'éditeur, intitulée « The Hoochie Coochie – Livres imprimés à l’encre et à l’huile de coude », a été présentée au 40e festival de bande dessinée d'Angoulême.